# NGC 5421
NGC 5421 é uma galáxia espiral barrada na direção da constelação de Canes Venatici. O objeto foi descoberto pelo astrônomo Edouard Stephan em 1880, usando um telescópio refletor com abertura de 31,5 polegadas. Devido a sua moderada magnitude aparente (+13,2), é visível apenas com telescópios amadores ou com equipamentos superiores.